# Cecil Egwuatu
Cecil Chukudi Uzowulu Egwuatu (* 29. Februar 1980 in Hamburg) ist ein ehemaliger deutscher Basketballspieler und Fitnesstrainer nigerianischer Abstammung. Egwuatu bestritt während seiner Profikarriere 49 Bundesliga-Spiele und stand bei Vereinen im europäischen Ausland unter Vertrag. Seit 2020 verbreitet er auf seinem YouTube-Kanal Verschwörungstheorien über die COVID-19-Pandemie.

## Leben
Egwuatu wuchs in Hamburg-St. Pauli auf. Er spielte als Jugendlicher Basketball bei der DJK Hamburg, beim Eimsbütteler TV sowie ab 1994 beim SC Rist Wedel. Dort gehörten Frank Hoffmann und Ewald Schauer zu seinen Förderern. In Wedel war das Ausnahmetalent, das insbesondere eine gute Ballbeherrschung sowie das Angriffsspiel auszeichneten, bereits als 16-Jähriger ein Leistungsträger im Zweitliga-Kader, zudem war Egwuatu Mitglied der deutschen Junioren-Nationalmannschaft. Beim im August 1997 in Deutschland ausgetragenen Ausscheidungsturnier zur Endrunde der Junioreneuropameisterschaft, war er mit einem Punkteschnitt von 17,8 pro Spiel bester Korbschütze der deutschen Mannschaft, verpasste mit der Auswahl aber die EM-Qualifikation. 1998 wechselte er zum Wedeler Erzrivalen BCJ Hamburg, mit dem er prompt in seiner ersten Saison in die erste Liga aufstieg.
Nach einer Saison bei den „Tigers“ ging er zum Erstligisten SSV Weißenfels, nachdem es in Hamburg zwischen Egwuatu und der sportlichen Leitung unterschiedliche Ansichten über dessen Rolle nach dem Erstligaaufstieg gegeben hatte. Noch im Laufe der Saison 1999/2000 folgte der ligainterne Wechsel zu TSK Bamberg. Für die Franken erzielte Egwuatu in elf Bundesligaspielen im Schnitt 5,9 Punkte. Zur Saison 2000/01 ging er nach Österreich, wo er für den Erstligaverein Arkadia Traiskirchen spielte, mit dem er auch im Europapokal antrat, ehe er im Januar 2001 zum BCJ Hamburg zurückkehrte. Dort beendete er die Saison 2000/01. Mit 12,3 Punkten pro Spiel bei 19 Bundesligaeinsätzen war er dabei ein Leistungsträger der Hamburger, verpasste mit der Mannschaft aber den Klassenerhalt.
Von November 2001 bis Januar 2002 stand Egwuatu beim spanischen Zweitligaklub Los Barrios Cadiz unter Vertrag und wurde in vier Ligaspielen eingesetzt (5,3 Punkte/Spiel). Danach spielte er für den BCJ-Nachfolgeverein BC Hamburg in der Regionalliga, ging dann zum französischen Zweitligisten Olympique d’Antibes, wechselte im Frühjahr 2003 zum Bundesligisten TBB Trier, für den er in 19 Bundesligaeinsätzen im Schnitt 11 Punkte erzielte, und spielte in der Saison 2003/04 für den finnischen Klub Porvoon Tarmo. Er wurde in 15 Spielen der Korisliiga eingesetzt und brachte es auf 22,5 Punkte je Begegnung.
2004 ging Egwuatu zurück zum SC Rist, der mittlerweile in der Regionalliga an den Start ging, und überragte in der Liga mit einem Punkteschnitt von 29,4. In der Saison 2005/06 erhöhte er seine statistischen Werte im Trikot der Baskets Hamburg (ebenfalls Regionalliga) noch und erzielte pro Partie 39,5 Punkte. In der Saison 2006/07 spielte Egwuatu erneut für Wedel und war mit herausragenden 39,4 Punkten pro Spiel wiederum der beste Offensivakteur der Regionalliga. Sein Rekord liegt bei 57 Punkten (erzielt im Spiel gegen die Febro Baskets Magdeburg am 12. November 2006).
Nach seiner Basketballkarriere arbeitete Egwuatu als Personaltrainer und Ernährungsberater in Hamburg. Er hatte ein eigenes Personaltrainingsstudio im Stadtteil Alt-Osdorf. Ab 2008 war er auch selbständig in der Immobilienbranche tätig. Im Oktober 2018 wanderte er nach Dubai aus, wo er ein Unternehmen gründete. Egwuatu betreibt unter dem Namen „Coach Cecil“ einen Kanal auf YouTube mit Videos zu den Themen Sport, Ernährung und Finanzen.

## Verschwörungstheorien über die COVID-19-Pandemie
Darüber hinaus veröffentlicht er Falschinformationen zum Coronavirus, die in der deutschen Szene der Verschwörungstheoretiker auf große Resonanz stoßen. Darin stellt er die COVID-19-Pandemie als mögliches Mittel dar, die Demokratie einzuschränken und eine Diktatur in Deutschland einzuführen. Die große Aufmerksamkeit, die seinen Videos zukommt, nutzt Egwuatu, um Werbung für seine Nahrungsergänzungsmittel und Vitaminpräparate zu machen. Ende März 2020 veröffentlichte Egwuatu ein Video über eine angebliche Verschwörung der Weltgesundheitsorganisation, Bill Gates und führenden deutschen Forschern, um mit Hilfe des Coronavirus die Demokratie abzuschaffen. YouTube löschte das Video, aber auf anderen YouTube-Kanälen war es weiter abrufbar. Egwuatu hatte zuvor seine Zuschauer explizit zum Teilen aufgefordert, da „Demokratie in Deutschland […] anscheinend nicht mehr gewünscht“ sei.